# Greußenheim
Greußenheim és un municipi del districte de Würzburg, a la regió de Baviera, Alemanya, amb una població de 1.592 habitants a finals de 2016.
Està situat al nord-oest de l'estat, a la regió de la Baixa Francònia, a prop del riu Meno (un afluent dret del Rin), de la ciutat de Würzburg i de la frontera amb l'estat de Baden-Württemberg.

## Ciutats agermanades
Greussenheim està agermanat amb: 
- Valfabbrica, Itàlia